# Arciprestazgo de Navalcarnero
El Arciprestazgo de Navalcarnero, es un arciprestazgo español que está bajo la jurisdicción del Obispado de Getafe y está compuesto por las siguientes parroquias:
| Población             | Parroquia                                |
| --------------------- | ---------------------------------------- |
| Navalcarnero          | Iglesia de Nuestra Señora de la Asunción |
| Villanueva de Perales | Iglesia de la Inmaculada Concepción      |
| Villamantilla         | Iglesia de San Miguel Arcángel           |
| Aldea del Fresno      | Iglesia de San Pedro Apóstol             |
| El Álamo              | Iglesia de Santiago Apóstol              |
| Sevilla la Nueva      | Iglesia de Santiago Apóstol              |
| Villa del Prado       | Iglesia de Santiago Apóstol              |
| Villamanta            | Iglesia de Santa Catalina                |